# 莉莉·萨夫拉
莉莉·萨夫拉（Lily Safra，原姓Watkins；1934年12月30日—2022年7月9日）是一位巴西、摩纳哥亿万富翁、慈善家、收藏家，拥有大量藏品和蔚藍海岸的利奥波德别墅，净资产约13亿美元。
她与银行家埃德蒙·萨夫拉结婚后开始热衷于慈善，1999年丈夫去世后继续通过他们的基金会从事慈善事业。

## 生平
莉莉·沃特金斯于1934年12月30日出生于阿雷格里港 ，父亲沃尔夫·怀特·沃特金斯（Wolf White Watkins）是一位出生于捷克斯洛伐克的英国犹太铁路工程师，母亲安妮塔·努德尔曼·德·卡斯特罗（Annita Noudelman de Castro）则是有俄羅斯猶太人血统的乌拉圭人:17f。她在里约热内卢长大，然后与家人搬到乌拉圭蒙得维的亚。
经历过三次婚姻后，她在1976年与埃德蒙·萨夫拉结婚，1999年12月2日和丈夫一起获得摩纳哥公民身份。
埃德蒙·萨夫拉死后，50%的资产留给了几家慈善机构，其余资产分给家人和莉莉，莉莉一共获得8亿美元。
2022年7月9日，莉莉·萨夫拉在日内瓦因胰腺癌去世，享年87岁。

## 慈善
她是埃德蒙·萨弗拉慈善基金会（Edmond J. Safra Philanthropic Foundation）的主席。
2019年4月巴黎圣母院大火后，萨夫拉承诺捐助1000万欧元进行修复工作。

## 收藏
莉莉·萨夫拉是現代藝術博物館理事会（Chairman's Council）成员。
2010年2月3日，她以6500万英镑（1.043亿美元）的价格拍下阿爾伯托·賈科梅蒂创作的真人大小的青铜雕塑《L'Homme qui Marche I》 ，使其成为最昂贵的雕塑。